# Definitud
La definitud es un rasgo semántico que indica si en un contexto dado el referente de una frase nominal es única o familiar.

## Caracterización de la definitud
La definitud ha sido uno de los temas centrales en la investigación semántica. En términos generales, podemos identificar al menos dos teorías que buscan explicar qué quiere decir que una frase nominal sea definida. Así, por ejemplo, en su clásico trabajo “On Denoting” (1905), Bertrand Russell propone que en las descripciones definidas el referente debe ser el único que satisfaga el contenido descriptivo de la frase nominal en un determinado contexto. Por su parte, desde otro enfoque, se ha propuesto que la definitud requiere que el referente de la frase nominal sea identificable o familiar (Christophersen, 1939; Heim, 1982). 

## Contextos de definitud
La bibliografía identifica cuatro contextos en los que típicamente ocurren las frases definidas: situación inmediata, situación global, anáfora y anáfora asociativa (Hawkins, 1978; Schwarz, 2013). A continuación se explica cada contexto y se ilustra con datos en español (Pozas Loyo, 2016).

### Situación inmediata
Se trata del uso del artículo definido en frases nominales cuyo referente puede localizarse en la situación inmediata de la enunciación, sea este visible o no, como se muestra en los siguientes ejemplos:
(1) a. Pásame la leche.
(1) b. Cuidado con el perro. (Pozas Loyo 2016, 78)

### Situación global
Corresponden a los usos en que el referente de la frase nominal definida puede ser identificado, sin necesidad de haberse mencionado previamente en el discurso, por formar parte del conocimiento general compartido por hablante y oyente a partir de experiencias previas o simplemente del conocimiento del mundo.
(2) a. El presidente acaba de renunciar. (Pozas Loyo 2016, 78)
(2) b. El sol es una estrella.

### Anáfora
El uso anafórico del artículo definido consiste en el empleo de una frase nominal con artículo definido que recupera a un referente previamente introducido al discurso, como se muestra en el siguiente ejemplo:
(3)  Compré un libro y una revista. El libro me gustó mucho. (Pozas Loyo 2016, 77)

### Anáfora asociativa
Este tipo de usos se apoya en la noción de "conocimiento compartido". En un ejemplo como el de (4), la mención de "un equipo" activa una serie de nociones asociadas a las que puede hacerse referencia por medio de una frase nominal con artículo definido (Hawkins 1978, 123).
(4) Juan es aficionado a un equipo de futbol. El portero es muy bueno. (Pozas Loyo 2016, 78)

## La expresión de la definitud en las lenguas del mundo.
Las lenguas del mundo exhiben cuatro estrategias para marcar la definitud simple: sustantivos escuetos, afijos,  demostrativos y  determinantes (Dryer, 2013).

### Estrategia sustantivo escueto
Consiste en la utilización de sustantivos que aparecen sin ningún  tipo de determinante o marca extra.  Así sucede en el purépecha:
| (5) | juriata                                                   | wera-sïn-ti    | kw’aniarkantu |
|     | Sol                                                       | salir-hab-3ind | oriente       |
|     | 'Él sol sale por el oriente' (Vázquez Rojas, 2019, p. 92) |                |               |

### Estrategia afijo
Consiste en la presencia de un morfema que se adjunta a un sustantivo.

### Estrategia demostrativo
Es el uso de un término demostrativo acompañando al sustantivo, pero sin el valor deíctico usualmente asociado con este tipo de formas.  En los siguientes ejemplos del zapoteco de San Pablo Güilá  se muestra la doble función de la forma ɡǐ, como demostrativo regular con valor deíctico (6) y como marcador de definitud sin valor deíctico (7):
| (6) | tjěm                                                                                          | =ɡǐ         | ɡùʔ     | tɨ̀  | tʃà̰p=ḛ̀           |
|     | tiempo                                                                                        | =dem.no.vis | c.haber | uno | muchacha=dim dim |
|     | ‘Hace tiempo [Lit. tiempo aquél] existió una muchachita’ (López Cruz, 2015, en Arrieta, 2019) |             |         |     |                  |

### Estrategia determinante
Consiste en la utilización de una palabra independiente, que acompaña a los sustantivos de forma análoga a como sucede con los artículos definidos del español el, la, los, la, o el inglés the.  A continuación se muestra un ejemplo del holandés:
| (8) |  | Het                                               | blauwe | boek  | is | groter     | dan | de | rode | lamp    |
|     |  | el                                                | azul   | libro | es | más grande | que | el | rojo | lámpara |
|     |  | 'El libro azul es más grande que la lámpara roja' |        |       |    |            |     |    |      |         |

### Distribución geográfica
Según datos del World Atlas of Language Structures analizados por Matthew S. Dryer, estas estrategias tienen la siguiente distribución geográfica en las lenguas del mundo:
1. Las lenguas cuyas marcas definitud son distintas a sus demostrativos son más comunes en Europa occidental, el centro de África, el Pacífico y Mesoamérica, entre otras zonas.
2. Las lenguas que utilizan demostrativos como artículos definidos se encuentran relativamente dispersas, aunque son algo más usuales en Estados Unidos.
3. Las lenguas con afijos definidos tienen una mayor presencia en Europa (Escandinavia, el norte de Rusia y los Balcanes), el norte del Cáucaso, el centro de África y el occidente de América del Norte.
4. Finalmente, las lenguas que carecen de artículos definidos son frecuentes en todo el mundo, pero especialmente en Asia y América del Sur.

## Marcas de definitud
Existen tres modos principales de marcar la definitud:
1. Marcaje explícito, usualmente mediante un artículo definido que suele ser un clítico o un afijo.
2. Marcaje no-explícito, usualmente recurriendo a procedimientos sintácticos como el orden de constituyentes, o la aparición dentro del rema o el tema.
3. Marcaje complejo, en este caso se emplean dos funciones gramaticales diferentes, para señalar una tercera (definitud). Usualmente ciertas combinaciones de caso gramatical y aspecto verbal combinadas dan lugar a efectos de definitud.

Si bien se piensa que la definitud se marca principalmente mediante el primer procedimiento, debe notarse que la mayor parte de las lenguas del mundo carecen de artículo definido, por esa razón deben buscarse otros procedimientos menos explícitos que la presencia de un artículo definido para dar una interpretación a un sintagma nominal. Esto no es sorprendente ya que la mayoría de categorías gramaticales se encuentran frecuentemente subespecificadas con respecto a la existencia de marcas morfológicas explícitas. Esta subespecificación en el caso de la definitud y otras categorías está motivada por razones de economía cognitiva.

### Marcaje no explícito
El marcaje encubierto o invisible aprovecha que la estructura informativa de la sintaxis crea entornos que evocan interpretaciones definidas e indefinidas. Así, el tema discursivo crea un entorno natural para la interpretación definida, mientras que el rema evoca interpretaciones indefindas. Este uso del tema y rema para marcar la definitud se conoce como "marcaje icónico". Este tipo de marcaje usando las propiedades del tema y el rema se ilustran mediante dos ejemplos del checo:
(9a) Kniha je na stole
libro está sobre mesa
'El libro está sobre la mesa'
(9b) Na stole je kniha
sobre mesa está libro
'Hay un libro sobre la mesa'
Em (9a) el tema (kniha), que va al principio de la frase, se interpreta como definido 'el libro', mientras que (9b) kniha está dentro del rema y por tanto se intreta preferente como indefinido, 'un libro'. Un patrón similar se encuentra en otras lenguas, incluso en lenguas no relacionadas con lenguas indoeuropeas como el checho. Así en chino mandarín el sujeto preverbal (10a) se suele interpretar como definido mientras que el sujeto postverbal (2b) como indefinido, así:
(10a) rén kái le
persona venir PERFECTO
'la persona ha venido / las personas han venido'
(10b) lái rén le
venir persona PERFECTO
'una persona ha venido / algunas personas han venido'
Este modo de marcar mediante "marcaje icónico" no es privativo de los sujetos, también se apoica a objetos. Los objetos preverbales (11b) tienen a ser definidos y los postverbales (11a) indefinidos:
(11a) wŏ zài măi shū le
yo DURATIVO comprar libro CRS
'Estoy comprando un libro'
(11b) wŏ bă shū măi le
yo OBJ libro comprar CRS
'Compré el libro'

### Marcaje complejo
Este tipo de marcaje aparece por ejemplo en ruso, donde no existen artículos definidos, para marcar la definitud. Así ciertas combinaciones de aspecto y caso se interretan como definidos (4a) o indefinidos (12b). Por ejemplo:
(12a) On prinës papirosy
Él comprar.PERF cigarrillos.ACUS
'(él) Compró los cigarrillos'
(12b) On prinës papiros
Él comprar.PERF cigarrillos.GENIT
'(él) Compró cigarrillos'